# Isaiah Firebrace
Isaiah Firebrace (Moama, Nova Gales do Sul, Austrália, 21 de novembro de 1999) é um cantor australiano. Foi vencedora da oitava edição do The X Factor (Austrália) em 2016. É descendente de aborígenes australianos. Representou a Austrália no Festival Eurovisão da Canção 2017, ficando em 9º lugar.

## Discografia

### Álbuns de estúdio
| Álbum  | Detalhes do Álbum | Melhores posições | Melhores posições | Melhores posições |
| Álbum  | Detalhes do Álbum | AUS               | NZ Heat.          |                   |
| ------ | --- | ----------------- | ----------------- | ----------------- |
| Isaiah | - Lançamento: 9 de dezembro de 2016 (Australia) - Formato(s): CD, digital download - Gravadora(s): Sony Music Austrália | 12                | 5                 |                   |

### Singles
| Ano                 | Obra | Melhores posições atingidas | Melhores posições atingidas | Melhores posições atingidas | Melhores posições atingidas | Melhores posições atingidas | Melhores posições atingidas | Certificações                                 | Álbum     |
| Ano                 | Obra | AUS                         | BEL (Fl) Tip                | DEN                         | NLD                         | NZ Heat.                    | SWE                         | Certificações                                 | Álbum     |
| ------------------- | ---- | --------------------------- | --------------------------- | --------------------------- | --------------------------- | --------------------------- | --------------------------- | --------------------------------------------- | --------- |
| "It's Gotta Be You" | 2016 | 26                          | —                           | 21                          | 60                          | 6                           | 15                          | - ARIA: Gold - IFPI DEN: Gold - GLF: Platinum | Isaiah    |
| "Don't Come Easy"   | 2017 | 69                          | 47                          | –                           | –                           | –                           | 50                          |                                               | Sem álbum |
| "Streets of Gold"   | 2017 | –                           | –                           | –                           | –                           | –                           | —                           |                                               | TBA       |